# Sistema de coordenades planetàries
Un sistema de coordenades planetàries és una generalització del sistema de coordenades geogràfiques i el sistema de coordenades geocèntric per a planetes diferents de la Terra. Es defineixen sistemes de coordenades similars per a altres cossos celestes sòlids, com ara les coordenades selenogràfiques de la Lluna. Els sistemes de coordenades de gairebé tots els cossos sòlids del Sistema Solar van ser establerts per Merton E. Davies de la Rand Corporation, inclòs Mercuri, Venus, Mart, les quatre llunes galileanes de Júpiter, i Tritó, el satèl·lit més gros de Neptú.

## Longitud
Els sistemes de longitud de la majoria d'aquests cossos amb superfícies rígides observables han estat definits per referències a una característica de la superfície com un cràter. El pol nord és aquell pol de rotació que es troba al costat nord del pla invariable del sistema solar (prop de l'eclíptica). La ubicació del meridià principal així com la posició del pol nord del cos a l'esfera celeste poden variar amb el temps a causa de la precessió de l'eix de rotació del planeta (o satèl·lit). Si l'angle de posició del meridià principal del cos augmenta amb el temps, el cos té una rotació directa (o prògrada); en cas contrari es diu que la rotació és retrògrada.
En absència d'altres informacions, s'assumeix que l'eix de rotació és normal al pla orbital mitjà; Mercuri i la majoria dels satèl·lits es troben en aquesta categoria. Per a molts dels satèl·lits, s'assumeix que la velocitat de rotació és igual al període orbital mitjà. En el cas dels planetes gegants, com que les seves característiques superficials canvien i es mouen constantment a diferents ritmes, s'utilitza com a referència la rotació dels seus camps magnètics. En el cas del Sol, fins i tot aquest criteri falla (perquè la seva magnetosfera és molt complexa i realment no gira de manera constant), i en el seu lloc s'utilitza un valor acordat per a la rotació del seu equador.
Per a longitud planetogràfica, s'utilitzen longituds oest (és a dir, longituds mesurades positivament cap a l'oest) quan la rotació és prògrada, i les longituds est (és a dir, longituds mesurades positivament cap a l'est) quan la rotació és retrògrada. En termes més senzills, imagineu un observador llunyà i sense òrbita veient un planeta mentre gira. Suposem també que aquest observador es troba dins del pla de l'equador del planeta. Un punt de l'equador que passa directament davant d'aquest observador més tard té una longitud planetogràfica més gran que un punt que ho va fer abans.
No obstant això, la longitud planetocèntrica sempre es mesura positivament cap a l'est, independentment de la manera en què giri el planeta. L'est es defineix com la direcció en sentit contrari a les agulles del rellotge al voltant del planeta, vist des de dalt del seu pol nord, i el pol nord és el pol que s'alinea més a prop amb el pol nord de la Terra. Les longituds tradicionalment s'han escrit utilitzant "E" o "W" en comptes de "+" o "-" per indicar aquesta polaritat. Per exemple, −91°, 91°W, +269° i 269°E signifiquen el mateix.
L'estàndard modern per als mapes de Mart (des del 2002 aproximadament) és emprar coordenades planetocèntriques. Guiat pels treballs dels astrònoms històrics, Merton E. Davies va establir el meridià de Mart al cràter Airy-0. Per a Mercuri, l'únic altre planeta amb una superfície sòlida visible des de la Terra, s'utilitza una coordenada termocèntrica: el meridià principal passa pel punt de l'equador on el planeta és més calent (a causa de la rotació i l'òrbita del planeta, el sol retrògrada breument al migdia en aquest punt durant el periheli, donant-li més sol). Per convenció, aquest meridià es defineix com exactament vint graus de longitud a l'est de Hun Kal.
Els cossos bloquejats per la marea tenen una longitud de referència natural que passa pel punt més proper al seu cos progenitor: 0° el centre de l'hemisferi orientat al primari, 90° el centre de l'hemisferi principal, 180° el centre de l'hemisferi antiprimari, i 270° el centre de l'hemisferi posterior. Tanmateix, la libració deguda a òrbites no circulars o inclinacions axials fa que aquest punt es mogui al voltant de qualsevol punt fix del cos celeste com un analema.

## Latitud
La latitud planetogràfica i la latitud planetocèntrica es poden definir de la mateixa manera.
El pla zero de latitud (Equador) es pot definir com a ortogonal a l'eix de rotació mitjà (pols dels cossos astronòmics).
Les superfícies de referència d'alguns planetes (com la Terra i Mart) són el·lipsoides de revolució per als quals el radi equatorial és més gran que el radi polar, de manera que són esferoides oblats.

## Altitud
La posició vertical es pot expressar respecte a una dada vertical donada, mitjançant magnituds físiques anàlogues a la distància geocèntrica topogràfica (en comparació amb un radi nominal terrestre constant o el radi geocèntric variable de la superfície el·lipsoide de referència) o altitud/elevació (per sobre i per sota del geoide).
L'areoide (el geoide de Mart) s'ha mesurat utilitzant rutes de vol de missions de satèl·lit com ara Mariner 9 i Viking. Les principals sortides de l'el·lipsoide esperades d'un fluid ideal són de l'altiplà volcànic de Tharsis, una regió de la mida d'un continent de terreny elevat, i les seves antípodes.
El selenoide (el geoide de la Lluna) ha estat mesurat gravimètricament pels satèl·lits bessons GRAIL.

## Elipsoide de revolució (esferoide)
Els el·lipsoides de referència també són útils per definir les coordenades geodèsiques i mapejar altres cossos planetaris, inclosos els planetes, els seus satèl·lits, els asteroides i els nuclis de cometes. Alguns cossos ben observats com la Lluna i Mart tenen ara el·lipsoides de referència força precisos.
Per als cossos gairebé esfèrics de superfície rígida, que inclouen tots els planetes rocosos i moltes llunes, els el·lipsoides es defineixen en termes de l'eix de rotació i l'alçada mitjana de la superfície, exclosa qualsevol atmosfera. Mart en realitat té forma ovalat, on els seus radis polars nord i sud difereixen aproximadament 6 km, però aquesta diferència és prou petita perquè s'utilitzi el radi polar mitjà per definir el seu el·lipsoide. La Lluna de la Terra és efectivament esfèrica i gairebé no té cap protuberància al seu equador. Quan és possible, s'utilitza una característica de superfície observable fixa quan es defineix un meridià de referència.
Per als planetes gasosos com Júpiter, s'escull una superfície efectiva per a un el·lipsoide com el límit d'igualtat de pressió d'una bar. Com que no tenen característiques observables permanents, les eleccions dels meridians primers es fan d'acord amb regles matemàtiques.

### Aplanament
Plantilla:Solar system bodies rotation animation.svg
Per a l'el·lipsoide WGS84 per modelar la Terra, els valors definidors són
a (radi equatorial): 6 378 137.0 m
{\displaystyle {\frac {1}{f}}\,\!} (aplanament invers): 298.257 223 563
de la qual es deriva
b (radi polar): 6 356 752.3142 m,
de manera que la diferència dels semieixos major i menor és 21.385 km (13 mi). Això és només el 0,335% de l'eix principal, de manera que una representació de la Terra en una pantalla d'ordinador tindria una mida de 300 píxels per 299 píxels. Això no es pot distingir d'una esfera que es mostra com a 300 píxels per 300 píxels. Així, les il·lustracions solen exagerar molt l'aplanament per ressaltar el concepte d'aplanació de qualsevol planeta.
Altres valors de f al Sistema Solar són 1⁄16 per a Júpiter, 1⁄10 per a Saturn i 1⁄900 per a la Lluna. L'aplanament del Sol és d'aproximadament 9×10−6.

#### Origen de l'aplanament
El 1687, Isaac Newton va publicar Principia en el qual va incloure una prova que un cos fluid autogravitatori giratori en equilibri pren la forma d'un el·lipsoide oblat de revolució. (un esferoide). La quantitat d'aplanament depèn de la densitat i l'equilibri de la força gravitatòria i la força centrífuga.

### Protuberància equatorial
| Cos     | Diàmetre (km) | Diàmetre (km) | Protuberància equatorial (km) | Relació d'aplanament | Període de rotació (h) | Densitat (kg/m3) | {\displaystyle f} | Desviació de {\displaystyle f} |
| Cos     | Equatorial    | Polar         | Protuberància equatorial (km) | Relació d'aplanament | Període de rotació (h) | Densitat (kg/m3) | {\displaystyle f} | Desviació de {\displaystyle f} |
| ------- | ------------- | ------------- | ----------------------------- | -------------------- | ---------------------- | ---------------- | ----------------- | ------------------------------ |
| Terra   | 012,756.2     | 012,713.6     | 00 042.6                      | 1: 299.4             | 23.936                 | 5515             | 1: 232            | −23%                           |
| Mart    | 006,792.4     | 006,752.4     | 00 040                        | 1: 170               | 24.632                 | 3933             | 1: 175            | 0+3%                           |
| Ceres   | 000 964.3     | 000 891.8     | 00072.5                       | 1: 13.3              | 09.074                 | 2162             | 1: 13.1           | 0−2%                           |
| Júpiter | 142,984       | 133,708       | 09,276                        | 1: 15.41             | 09.925                 | 1326             | 1: 9.59           | −38%                           |
| Saturn  | 120,536       | 108,728       | 11,808                        | 1: 10.21             | 10.56                  | 0687             | 1: 5.62           | −45%                           |
| Urà     | 051,118       | 049,946       | 01,172                        | 1: 43.62             | 17.24                  | 1270             | 1: 27.71          | −36%                           |
| Neptú   | 049,528       | 048,682       | 00 846                        | 1: 58.54             | 16.11                  | 1638             | 1: 31.22          | −47%                           |

En general, qualsevol cos celeste que estigui girant (i que sigui prou massiu per agafar forma esfèrica o gairebé esfèrica) tindrà una protuberància equatorial que coincideixi amb la seva velocitat de rotació. Amb 11.808 km, Saturn és el planeta amb la protuberància equatorial més grossa del sistema solar.

#### Dorsals equatorials
Les protuberàncies equatorials no s'han de confondre amb crestes equatorials. Les crestes equatorials són una característica d'almenys quatre de les llunes de Saturn: el satèl·lit gros Jàpet i els satèl·lits diminuts Atles, Pan, i Dafnis. Aquestes crestes segueixen de prop l'equador de la lluna. Sembla que les crestes són úniques del sistema saturnià, però no és clar si els fets estan relacionats o són coincidències. Els tres primers van ser descoberts per la sonda Cassini l'any 2005; la cresta de Dafne va ser descoberta l'any 2017. La carena de Jàpet fa gairebé 20 km d'amplada, 13 km d'alçada i 1300 km de llarg. La cresta de l'Atles és proporcionalment encara més notable donada la mida molt més petita de la lluna, donant-li una forma de disc. Les imatges de Pan mostren una estructura semblant a la de l'Atles, mentre que la de Dafnis és menys pronunciada.
La carena de Jàpet fa gairebé 20 km d'amplada, 13 km d'alçada i 1300 km de llarg. La cresta de l'Atles és proporcionalment encara més notable donada la mida molt més petita de la lluna, donant-li una forma de disc. Les imatges de Pan mostren una estructura semblant a la d'Atles, mentre que la de Daphnis és menys pronunciada.

## El·lipsoide triaxial
Les llunes petites, els asteroides i els nuclis de cometes solen tenir formes irregulars. Per a alguns d'aquests, com Io de Júpiter, un el·lipsoide escalè (triaxial) s'adapta millor que l'esferoide oblat. Per a cossos molt irregulars, el concepte d'el·lipsoide de referència pot no tenir cap valor útil, de manera que de vegades s'empra una referència esfèrica i els punts s'identifiquen per latitud i longitud planetocèntriques. Fins i tot això pot ser problemàtic per als cossos no convexos, com ara Eros, ja que la latitud i la longitud no sempre identifiquen de manera única una única ubicació de la superfície.
Els cossos més petits (Io, Mimas, etc.) tendeixen a ser millor aproximats per el·lipsoides triaxials; tanmateix, els el·lipsoides triaxials complicarien molts càlculs, especialment els relacionats amb les projeccions cartogràfiques. Moltes projeccions perdrien les seves propietats elegants i populars. Per aquest motiu, les superfícies de referència esfèriques s'utilitzen freqüentment en programes de mapes.